# Saint-Just-Saint-Rambert

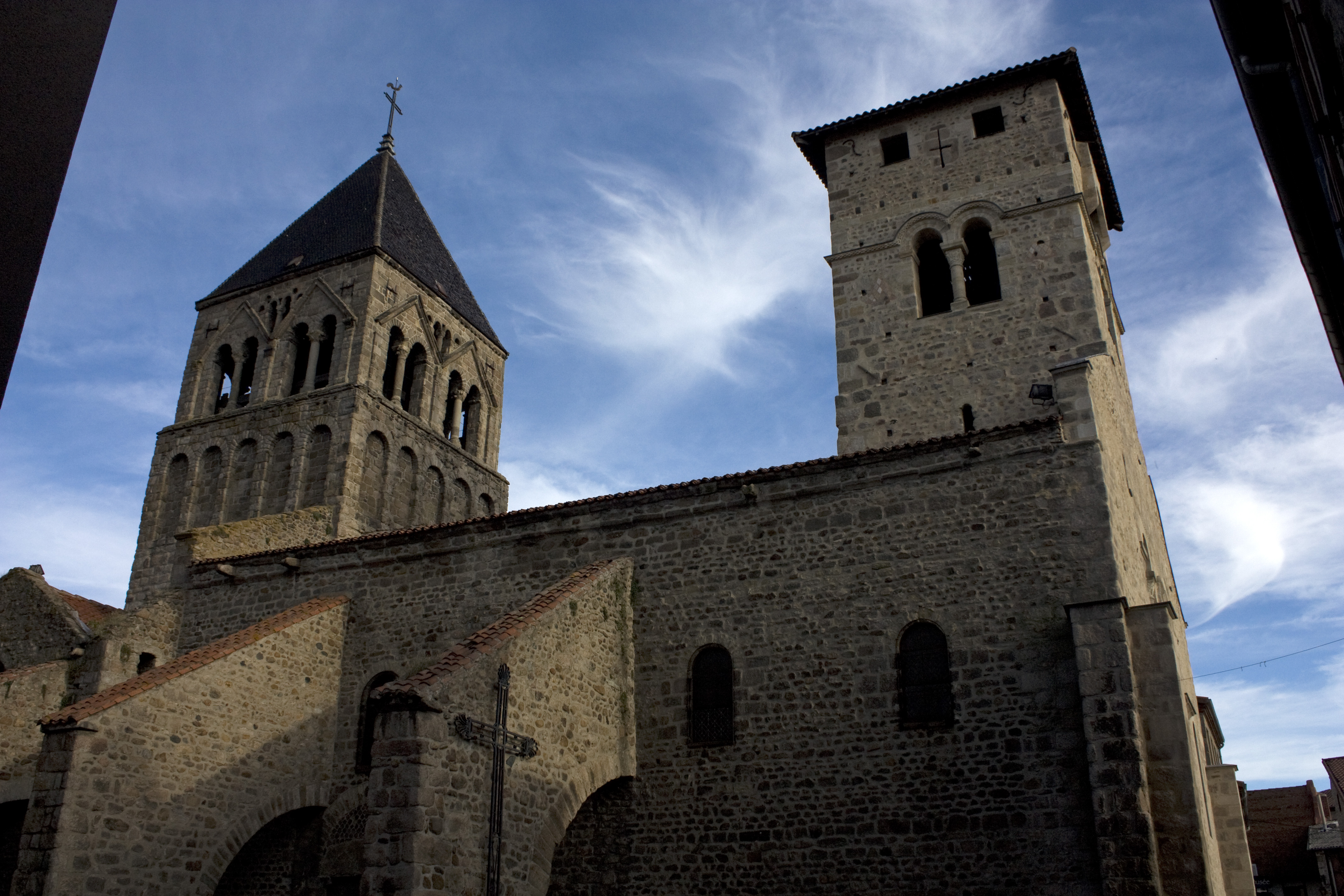
Kościół w Saint-Just-Saint-Rambert, 2010

Saint-Just-Saint-Rambert – miejscowość i gmina we Francji, w regionie Owernia-Rodan-Alpy, w departamencie Loara.
Według danych na rok 1990 gminę zamieszkiwało 12 299 osób, a gęstość zaludnienia wynosiła 303 osoby/km² (wśród 2880 gmin regionu Rodan-Alpy Saint-Just-Saint-Rambert plasuje się na 55. miejscu pod względem liczby ludności, natomiast pod względem powierzchni na miejscu 108.).